# 港・ひとり唄
「港･ひとり唄」（みなと・ひとりうた）は、1981年3月に五木ひろしが発売したシングルである。

## 解説
- 作詞は「蟬時雨」（1979年）以来の喜多條忠、作曲は「どこへ帰る」（1976年）以来の平尾昌晃が、それぞれ担当した。

## 収録曲
- 両楽曲共に、編曲：竜崎孝路

1. 港・ひとり唄（3分24秒）
作詞：喜多條忠／作曲：平尾昌晃
2. 酔みれん（4分0秒）
作詞：吉田旺／作曲：三条まさる